# Eugerres axillaris
Eugerres axillaris är en fiskart som först beskrevs av Günther, 1864.  Eugerres axillaris ingår i släktet Eugerres och familjen Gerreidae. IUCN kategoriserar arten globalt som livskraftig. Inga underarter finns listade i Catalogue of Life.